# 毀滅入侵者
《毀滅入侵者》（英語：Intruders）是一部2015年美國恐怖驚悚片，由亞當·辛德勒執導，T·J·西姆費爾和戴维·K·怀特編劇，貝絲·蕾斯葛拉芙、馬丁·斯塔爾、傑克·凱西和羅伊·克金主演。

## 剧情
安娜患有严重的廣場恐懼症，在她父亲去世后的十年里没有离开过她童年的家。她照顾她的哥哥康拉德，康拉德因胰臟癌生命垂危，并每天收到与她是朋友的丹送来的食物。她的哥哥鼓励她继续前进，离开这个家。康拉德去世后，安娜和丹对他们都感到被困在自己目前的处境中表示同情。安娜给了丹一大笔钱，作为摆脱困境的机会，但他拒绝了。
在康拉德葬礼的那天，三个男人（佩里、万斯和他的兄弟J.P.）闯入安娜的房子寻找那笔钱。当他们发现安娜时，其中一个人让她坐在沙发上，用胶带把她的脚踝绑在一起，但他们惊讶地发现即使被解开了绳子，门就在她面前，她也不会离开房子。为了引她出来，佩里杀了她的宠物鸟，但她拒绝透露钱的下落。丹来到这里，寻找安娜，因为她没有参加她哥哥的葬礼。盗贼们制住了他，开始在房子里寻找钱。安娜杀了万斯并把他拖进地下室。另外两个人去了地下室，她启动了一个开关，把楼梯缩了回去。
安娜与丹对质，丹承认他把钱的事告诉了万斯，但从未打算抢劫，只是向他们吐露了她打算把钱给他，她一直在她的脑海中挥之不去。愤怒之下，安娜感觉受到伤害，折断了他的两根手指，并割断了绑住他的胶带。她把他推进地下室，他的膝盖在坠落过程中脱臼了。佩里将丹的膝盖骨掰回原位，并以丹的痛苦为乐。
安娜利用監視系统，将J.P.引诱到一个单独的卧室，并将他锁在里面。当佩里试图逃跑时，她用一把锤子砸向他。佩里当时未受影响，仍有余力对她进行攻击。当安娜就快被勒死时，佩里伤口出血死掉。丹试图逃跑，发现佩里已经死了，还有一具尸体在冰柜里。康拉德的律师赶来检查安娜的情况。安娜表现得很正常，但当丹开始大喊救命并敲门时，律师听到了他的话。安娜骗她说丹是在楼下修一个旧散热器。律师信以为真并离开后，安娜将丹和J.P.困在一个房间里。
当安娜在监视器前观看时，J.P.推断出了他们情况的真相。康拉德是一个连环杀手，他把受害者引到地下室，在安娜的注视下杀死他们，从而解释了房子周围的各种装置。安娜证实了这一点，但澄清说他们的受害者都是儿童猥亵者，安娜和康拉德的父亲也是如此。她回忆起她被父亲侵犯以及她哥哥杀死父亲的故事。她承诺如果丹杀了J.P.就会释放他，并亮出一把有一颗子弹的枪，但丹拒绝了。J.P.抓起枪，安娜试图说服他为造成兄弟的死亡而自杀。他对此大笑，并将枪口指向丹。安娜不想让丹死，她打开了门锁，J.P.和丹逃走了。
愤怒之下，J.P.决定再进去报仇。他希望烧死她，在房子各处浇上汽油。他袭击了安娜，试图用枕头把她勒死，在她昏迷后强奸她。丹在她再次濒临死亡时赶到，分散了J.P.的注意力，她及时从J.P.的裤子里抢到枪并向他开枪。丹和安娜对视了很久，他一言不发地离开了。安娜听着他开车离开，然后站起来，一步步走出门。最后，她点燃了汽油，烧毁了房子和隐藏其中的秘密。

## 演员
- 貝絲·蕾斯葛拉芙（英语：Beth Riesgraf） 饰 安娜·鲁克
- 羅伊·克金 饰 丹·库珀
- 傑克·凱西（英语：Jack Kesy） 饰 J·P·亨森
- 馬丁·斯塔爾 饰 佩里·卡特纳
- 約書亞·米克爾 饰 万斯·亨森
- 提摩西·T·麥金尼 饰 康拉德·鲁克
- 萊蒂西亞·吉梅內斯 饰 夏洛特